# Ксифос
Ксифос (грч. (το) ξίφος) је двосекли једноручни мач који су користили антички Грци. Био је споредно оружје грчких пешака, коришћено након прелома убодног копља . Дужина сечива је била 50-60 cm, мада су Спартанци користили сечива која су била око 30 cm током грчко-персијских ратова. Ксифос је по некада имао средње ребро или дијамант у средини. Најчешће је био везиван за појас испод левог рамена. Веома мали број ксифоса постоји и данас. 
Ксифос је претеча римског гладијуса.

## Облик и коришћени материјали
Облик листа сечива ксифоса дозвољавао је сечење и убод мачем. Облик мача је временом мењан, али су сечива од бронзе и гвожђа било одговарајуће за облик листа због меког метала у упоређењу са металом. Бронзани мачеви су били ливени па је било лакше да се направи облик листа за разлику од челика који је морао да буде кован.
Рани ксифос је био бронзани мач. У класичном античком периоду мач је био гвоздени. Келтискиски кратки мач ла тен је имао готово идентично сечиво као и ксифос.

## Историја
Ксифос нису употребљавали само Грци, већ је био широм Европе познат под различитим именима у бронзаном добу. Већи број мачева облика листа из касног другог миленијума још увек постоје. Култура поља са урнама је била позната по коришћењу кратких бронзаних мачева облика листа. Током европске уметности гвозденог доба бронзани мач је био замењен гвозденим мачем око 500. године пре нове ере. У Халштатској култури кориштени су бронзани и гвоздени мачеви. С обзиром да гвожђе оксидише, данас постоје само неколико ових мачева, за разлику од бронзе и бронзаних мачева који и дан данас изгледају добро. 